# جان اسپرات
جان اسپرات (انگلیسی: John Spratt؛ ۱ نوامبر ۱۹۴۲ – ۱۴ دسامبر ۲۰۲۴) سیاستمدار اهل ایالات متحده آمریکا بود.